# مراكز مصادر التعلم
مراكز مصادر التعليم إن لمراكز مصادر التعليم عدة جوانب منها:

## أولاً: الفلسفة
تحاول مراكز مصادر التعلم إحداث نقلة نوعية في المكتبات المدرسية من كونها مستودعات للمعلومات، إلى مكان للعمل والنشاط والدراسة الهادفة، داخل إطار نظام شامل، متكامل يحقق الانسجام بين الأهداف التربوية، والاستراتيجيات والأساليب التدريسية، ومصادر المعلومات وأدواتها.
إن مراكز مصادر التعلم تسعى إلى توفير بيئة تعلّمية قادرة على استيعاب المستجدات التقنية، وإدماجها بما يتم داخل الغرفة الصفية، إن المركز هو المكان الذي يستطيع فيه الطالب أن يتعلم بالسرعة الخاصة به طبقا لمستوى إدراكه.
```
امينة مركز المصادر
```

## ثانياً: تطور المكتبات المدرسية لتصبح مراكزاً لمصادر التعلم

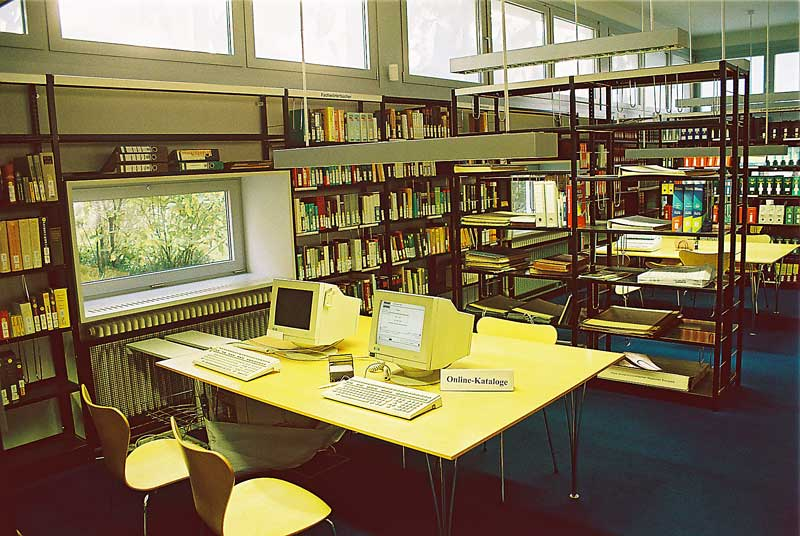
إحدى المكتبات، ألمانيا

مرت مراكز مصادر التعلم عالمياً بعدة مراحل، اختلف فيها المفهوم والأهداف تبعاً لتطور أساليب وطرق التعليم، إلى أن وصلت إلى المفهوم الحديث لها، والذي تمثل في مركز مصادر التعلم. ويمكن تقسيم مراحل ظهور تلك المراكز إلى الآتي:
- المرحلة الأولى (فترة الستينيات الميلادية): كان المفهوم يركز على الدور التقليدي للمكتبة المدرسية، والذي يتمثل في جمع، وحفظ، وتنظيم الكتب المدرسية لخدمة المجتمع المدرسي.[4][5]
- المرحلة الثانية (فترة السبعينيات الميلادية): بدأ ظهور التوجه نحو دخول الوسائل والتقنيات التعليمية ضمن مجموعات المكتبة المدرسية، وبدأ في هذه المرحلة استخدام مصطلح مراكز مصادر التعلم.[6]
- المرحلة الثالثة (فترة الثمانينيات الميلادية): تطور المفهوم ليشمل دمج التقنيات في التعليم، وانتشر استخدام وسائل وتقنيات التعليم في المكتبات المدرسية، فتحولت بذلك المكتبات المدرسية تدريجياً نحو المفهوم العام لمراكز مصادر التعلم.
- المرحلة الرابعة (فترة التسعينيات الميلادية): استمر تطوير المكتبات المدرسية وتكاملها مع طرق ووسائل التعليم، بل وأصبح استخدامها كوسيلة تعليمية هو وظيفتها الأساسية، وبهذا تبلورت مهمة اختصاصي مركز مصادر التعلم الحديثة الذي هو شريك للمعلم في العملية التعليمية، وفي نهاية التسعينات تقريباً تحول المفهوم والتطبيق بشكل واضح تماماً.
- المرحلة الحديثة (الفترة الحالية): يمكن القول إن مراكز مصادر التعلم في هذا العقد وصلت إلى مرحلة تكامل المفهوم والتطبيق معاً، حيث أصدرت الجمعيات المهنية المتخصصة المعايير والسياسات التي تنظم أهداف، ومهام، وأنشطة، وخدمات تلك المراكز. والتوجه السائد حالياً في كثير من دول العالم يتجه نحو التحول الكامل إلى مراكز مصادر التعلم.

## ثالثاً: مفهوم مركز مصادر التعلم
هو: مرفق مدرسي، يديره اختصاصي مؤهل، يحتوي أنواعاً وأشكالاً متعددة من مصادر المعلومات، والتقنيات والوسائل التعليمية، يتعامل معها المتعلم بشكل مباشر لاكتساب مهارات البحث عن المعلومات وتحليلها وتقويمها، بغرض بناء معارفه وخبراته وتنميتها، باستخدام أساليب التعلم المختلفة الحديثة.

##### =
اختلفت وجهات النظر حول مفاهيم مراكز مصادر التعلم بين المتخصصين في مجال التربية، ومجال الوسائل التعليمية ومجال المكتبات كل يدفعه إلى تحديد هذه المفاهيم تخصصه، أو المجال الذي يعمل به.
تعريف مراكز مصادر التعلم من وجهة نظر المتخصصين في مجال التربية
تناول هذا التعريف كل من: «حيث تعرفه» فارعة محمد حسن «بأنه» نشاط منظم يضم المدير والأفراد (المتخصصين) والأجهزة التعليمية في مكان واحد أو عدة أماكن لإنتاج واقتناء وعرض المواد التعليمية وتقديم خدمات التطوير والتخطيط للمناهج الدراسية.
ويعرفه «محمد زياد حمدان «بأنه» نوع من التسهيلات المدرسية التي تختص بدرجة أساسية بما يسمى بالتربية العلاجية للمتعلمين، أي بتسديد الحاجات التعليمية والسلوكية التي لا تقوى الغرف الصفية العادية على تغذيتها كلياً أو لدرجة كافية تفي بمتطلبات نموهم الشخصي والسلوكي العادي.. بسبب جماعية العملية التعليمية لهذه الغرف الدراسية أو لضيق الوقت المتوافر لها، أو لإهمال أو عدم تركيز كوادرها البشرية من معلمين وفنيين ومساعدين».
كما يعرفه " المركز العربي للتقنيات التربوية بالكويت «بأنه» تنظيم ييسر التعلم الفردي والجماعي ويشجعه ويحسنه ويشمل المركز على مصادر بشرية وأجهزة ويتم تنفيذ عملياته وتقويمها في ضوء الأهداف التعليمية والمصادر البشرية والمادية المتاحة.
ويعرفه كل من " أسامة إبراهيم ونادي كمال «بأنه» جميع المثيرات التي يتفاعل معها المتعلم داخل البيئة التعليمية بشقيها بما يتضمنه من ظواهر طبيعية، والإنساني المتمثل في مواقف اجتماعية وثقافية، بحيث تسهم في تشكيل الخبرة المربية للفرد بأنواعها المختلفة (مباشرة – غير مباشرة – مجردة).
أما " جيمس براون " يعرفه بأنه " وحدة تعليمية يتوافق فيها عدد من الأنشطة المرتبطة بالمصادر والتي تقدم للطلاب باعتبارهم (متعلمين) وللمدرسين (كموجهين).
ويعرفه " إبراهيم يونس «بأنه» معمل تعليمي يهتم بتوظيف جميع مصادر التعلم لتحسين التعلم وتجويده، وتطوير أداء المعلم ورفع مستواه لإكسابه مهارات وأساليب تقديم الخبرة التعليمية في أشكال وصور متعددة، معتمداً في ذلك على التعلم الفردي والجماعي.
ويحدد «زاهر أحمد» تعريف المركز باعتباره بيئة معدة ومصممة لتشجيع الأفراد المشتركين في برامج التعلم الفردي على استخدام الأنواع المختلفة من الوسائل التعليمية والاشتراك في الأنشطة التعليمية المختلفة والإحساس بالمسئولية نحو تعليم أنفسهم.
كما يعرفه " معين الجملان وكمال إسكندر «بأنه» مكان يتم فيه تيسير التعلم الفردي والجماعي بما يتيحه للمتعلم من الاطلاع أو الاستماع أو المشاهدة، وبما يوفره للمعلم من بيئة صالحة لتوجيه العملية التعليمية التي يتم تصميمها وتنفيذها وتقييمها في ضوء أهداف تعليمية.
ويعرفه " كلارلي «بأنه» مكان مادي مصمم ليتيح للمتعلمين متابعة برامج تعلمهم وفق أو بدون جدول مواعيد سواء كانوا فرادى أو في مجموعات.
ويعرفه «فتح الباب عبد الحليم» أنه «مكان للنشاط والدراسة يعزز عمليتي التعليم والتعلم ويوفر إمكانية الدراسة الفردية والجماعية بما يقدمه من فرص للاطلاع الفردي أو الاستماع أو المشاهدة الفردية للمتعلم وفرص توجيه المتعلمين وقيادة عمليتي التعليم والتعلم».
كما يعرفه «أحمد منصور «بأنه» مكان يضم قوى بشرية ومواد متنوعة وأجهزة وآلات ومعدات تعليمية ويتيح للمعلم والمتعلم بيئة تعليمية صالحة من أجل تحقيق الأهداف التعليمية».
وتؤكد " عادلة التركيت وعبد الله رزق " على كون المركز مكان يتم فيه تيسير ا لتعلم الفردي والجماعي بما يتيحه للمتعلم من عمليات الاطلاع أو الاستماع أو المشاهدة، وبما يوفره للمعلم من بيئة صالحة لتوجيه العملية التعليمية التي يتم تصميمها، وتنفيذها، وتقييمها في ضوء الأهداف التعليمية ".
ويعرفه " توفيق مرعي «بأنه» الأماكن التي يتم فيها تصميم بيئة التعلم بشكل يتيح الفرصة للمتعلم لاكتساب الخبرات المتنوعة عن طريق التفاعل والمشاركة والممارسة والاتصال بمعطيات هذه البيئة.
ويتفق «الغريب زاهر وإقبال بهبهاني» على تعريف المركز بأنه «مواقع العمل التربوي التي تهتم بتيسير عملية التعليم، وذلك بتقديم متطلبات تنمية الأداء، وتوفير البيئة التعليمية المناسبة وخدمات البحث والتدريب والمتابعة، والتصميم والإنتاج من أجل توجيه عمليات التعليم الفردي والجماعي وتطويرها في ضوء أهداف تعليمية محددة».
ويؤكد «محمد عمر موسى» بأن «المركز يحتوي على مواد تعليمية مختلفة ومنظمة، بحيث يسهل استخدامها من قبل المدرسين والطلبة للارتقاء بعملية التعلم والتعليم في مختلف المجالات بهدف تحسين نتائجها، بما يوفر من بيئة تعليمية مناسبة لتحقيق الأهداف التعليمية».
تعريف مراكز مصادر التعلم من وجهة نظر المتخصصين في مجال الوسائل التعليمية
حيث يعرفه " بشير الكلوب «بأنه» بيئة علمية تحوي أنواعاً متعددة من الأوعية المعرفية المطبوعة والمسموعة والمرئية وأجهزة استخدامها، يعيشها المتعلم ويتعامل معها، حيث يتيح له فرص اكتساب المعارف والخبرات والمهارات وإثراء معارفه عن طريق التعلم الذاتي، بإشراف متخصصين يسهلون له ظروف التعامل مع كل مكونات هذا المركز بحرية وإيجابية.
ويعرفه «فرد بيرسفال «بأنه» عبارة عن مكان (أي مكان بدءاً من جزء من غرفة وانتهاء بمجمع كامل من المباني) يشيد بغرض احتواء مجموعة من المصادر، ومن ثم استخدامها في شكل وسائل تعليمية».
كذلك يعرفه " جيلدن «بأنه» الموقع الذي يقدم خدمات الأجهزة التعليمية والأدوات والبرامج والأنشطة وبرامج التدريب لإعداد المتخصصين في تكنولوجيا التعليم لرفع مستوى المعلمين أثناء الخدمة وتدريب المعلمين الجدد.
ويذكر «جورج آلمر» أن مركز مصادر التعلم يجب أن يعرف طبقاً لمعنيين:
الأول: «المطلق» ويعرف بأنه مجموعة الوسائل والمواد التي يعتمدها النظام التربوي تسهيلاً لعمليتي التعليم والتعلم وتوضيحاً للمفاهيم المجردة.
أما الثاني: فهو «الحصري» حيث يعرفه بأنه كل وسيلة يستعملها المعلم بهدف توفير الجو المناسب ليعمل من خلاله بأفضل الأساليب وأحدث الطرق للوصول بطلابه إلى الحقائق المجردة والعلم الصحيح والتربية السليمة، وحتى إذا تغيرت التسميات وتطورت مع تطور الزمن فإنها في جوهرها لا تزال هي الوسائل السمعية البصرية وبعضهم يلقبها بالوسائل أو المعينات التعليمية، ومنهم من يطلق عليها الوسائل المعينة في عملية التعليم والتعلم وهناك تسميات وتصنيفات يجمع بينها قاسم مشترك غالباً ما يعرف بالوسيلة.
ويعرفه كل من «أريكسون وكورل «بأنه» التنظيمات المختلفة التي أنشئت من أجل مساعدة المعلم والمتعلم على تحقيق أكبر قدر من الفائدة من المناهج باستخدام الوسائل التعليمية وأجهزتها».
أما «ب. م. شارما» يعرفه على أنه «مستودع أو مخزن لمواد التدريس والخدمات التي لا يستطيع المدرس منفرداً تجميعها إذا تجاوزنا عن ذكر التخزين بنفسه».
في حين يعرفه «باول «بأنه» المكان الذي يقتني مصادر المعلومات بأشكالها المختلفة لاستخدامها في تيسير عملية التعلم».
كما يعرفه «محمد زياد حمدان» بأنه«غرفة أو قاعدة أو أكثر تضم في ثناياها خليطاً مختلفاً من وسائل وتكنولوجيا التعليم القادرة على إنتاج مصادر التعلم أو إغناء تعلم المتعلمين بها».
ويعرفه«دوهان» بأنه«مكان يقدم خدمات الوسائل السمعبصرية والوسائل لمدرسي الفصول وللطلاب بصورة فردية».
تعريف مراكز مصادر التعلم من وجهة نظر المتخصصين في مجال المكتبات
يعرفه«عبد الرحيم صالح» بأنه«مساحة أو مجموعة من المساحات المجهزة بأنواع مختلفة من وسائل الاتصال المطبوعة وبأنواع من المعدات السمعية والبصرية ومواد التعليم المبرمج بحيث تلائم أساليب التعلم وحاجات المتعلمين المختلفة».
وتعرفه«سعدية بهادر» بأنه«المكان أو المخزن المنظم والمرتب والمعد إعداداً فنياً خاصاً بين جوانبه الأنواع المختلفة من الأجهزة والمواد التعليمية وأدواتها ويعرض بطريقة تسهل على القائمين بالعمل تقديم الخدمات التعليمية والمختلفة والتي لا تستطيع تقديمها لأي معلم بمفرده مهما كانت كفاءته أو قدراته المهنية دون أي تدخل أو معاونة من زملائه المعلمين والعاملين معه في الحقل التربوي».
أما «نرجس حمدي» فتذكر أنه «مكان يضم مجموعة من المواد المطبوعة وغير المطبوعة والتجهيزات التقنية التي انتقت ونظمت وحدد مكانها وزودت بهيئة مشرفة تخدم احتياجات المعلمين والطلاب وتعمق أهداف التعليم وهو مسئول عن توفير جميع المواد التعليمية وتنظيمها».
في حين يرى«روس آن» أنه«مركز لتنظيم مصادر التعلم المتاحة وتصنيفها وإدارتها».
ويعرفه «إدوارد» نقلاً عن جمعية المكتبات في إنجلترا بأنه«المكان الذي توضع فيه الأفلام الثابتة والشرائح والأجهزة والبرامج المسجلة إلى جانب المواد المطبوعة».
ويعرفه«بيج وتوماس» بأنه«أحد التيسيرات التي تضمها المدرسة من أجل استيعاب مصادر التعلم واستعمالها ضمن نظام فهرسة شامل ويقدم التسهيلات الفنية للمعلمين كي يساعدهم على إعداد موادهم التدريسية الخاصة بهم».
ويعرفه«حمد الهميسات» بأنه«مكان يتيح المواد السمعية والبصرية، ويوفر أماكن عرضها، ويقدم خدمات الصيانة لها، ويسهم في إجراء البحوث والدراسات ويقدم الاستشارات».
ويعرفه«أنور رضا» بأنه«مكان تحفظ فيه جميع البرامج والمواد المطبوعة وغير المطبوعة، والمصورة وغير المصورة، إضافة إلى الأجهزة الضرورية التي يستعان بها في استخدام المواد التعليمية وإنتاجها».
ويعرفه«مرغني دفع الله» بأنه«مكان يضم بداخله المواد غير المطبوعة مثل الأفلام التعليمية، والشرائح الشفافة، والشفافيات، وكذلك برامج الفيديو والكمبيوتر والأجهزة والأدوات التعليمية لى جانب المواد المطبوعة».
ويعرفه «فتح الباب عبد الحليم» بأنه«المكان الذي يتم فيه تجميع الوسائل المختلفة من أفلام سينمائية متحركة وأخرى ثابتة وصور فوتوغرافية وأسطوانات وأشرطة وكتب ودوريات وأجهزة عرض وتنظيمها ووضعها تحت تصرف الطالب والمدرس ويقدمها لهم متخصص في فن المكتبات يقوم بتبويبها وعرضها، ويتيح المكان والتسهيلات اللازمة لكي يمكن الاستفادة منها».
ويعرفه«سالم بن محمد سالم» بأن«مركز مصادر التعلم ما وجد إلا ليستخدم، لا ليغلق ويصبح مستودع كتب، لأن الطالب لا يتعلم التعليم الذي يفيده في حياته ومستقبله إلا بتحويل هذا المنهج المجرد إلى منهاج عملي، وهذا لا يتأتى إلا في المركز».
ويعرفه«إيهاب مصطفى محمد جادو» بأنه«مكتبة مدرسية شاملة تحتوي على مصادر المعلومات المطبوعة وغير المطبوعة والأجهزة التعليمية ويتم تنظيمها والإرشاد عنها والتدريب عليها بطرق معينة توفر للطالب السرعة والسهولة في الحصول على المعلومات».
ويعرفه«أحمد الشامي» بأن«مركز مصادر التعلم يطلق على مكتبة\ المدرسة أو الكلية التي تقوم بتخزين وإعارة المواد السمعية البصرية وأجهزتها على قدم المساواة مع الكتب والدوريات والمواد الأخرى».
ويعرف«مصباح الحاج عيسى» بأنه«مجموعة من المواد المطبوعة وغير المطبوعة، والمعدات، التي انتقيت، ونظمت، وحدد مكانها وزودت بهيئة مشرفة حتى تخدم الاحتياجات للمعلمين والطلاب، ولتعمق أهداف المدرسة».
ويعرفه«عبد الحافظ سلامة» بأنه«المكان الذي يحتوي على مواد تعليمية مختلفة ومنظمة بحيث يسهل استخدامها من قبل المعلم والطالب لتسهيل العملية التعليمية».
وبعد عرض التعريفات السابقة لمركز مصادر التعلم يمكن إضافة تعريف شامل يجمع وجهات النظر المختلفة بين المتخصصين في مجال التربية، ومجال الوسائل التعليمية، ومجال المكتبات، حيث اتفقت ستة تعريفات على كون مركز مصادر التعلم هو بيئة تعليمية تخدم العملية التعليمية وعناصرها، ومجمع للوسائل السمعية والبصرية، ومكتبة نموذجية
وهذه التعريفات هي
تعريف«جعفر موسى» أنه«مكان للتعلم والدراسة الفردية والجماعية يتيح فرصة الإطلاع الفردي أو الاستماع أو المشاهدة الفردية كما يتيح فرصة للمدرس أن يوجه المتعلم ويقود عملية التعلم وأن يكون محتواه شاملاً لكل المواد التعليمية التقليدية منها وغير التقليدية كالكتب والمطبوعات بأنواعها والخرائط والتسجيلات الصوتية المصورة والوثائق والأفلام السينمائية وآلات التعلم والاختبارات التربوية الحديثة».
تعريف «جانس» بأنه«ليس فقط مكتبة أنشئت لخدمة المناهج الموضوعة من قبل مخطط التعليم، ولكنه مكان يضم الوسائل المتعددة مع مجموعات المكتبة التقليدية».
تعريف«سهير محفوظ» أنه«نوع من المكتبات المتطورة الذي يضم مجموعة من الوسائل المطبوعة وغير المطبوعة والأجهزة اللازمة لتشغيلها وفق خطط مدروسة ومخطط لها على أيدي هيئة مهنية مدربة، بحيث ينتج عن ذلك بيئة تعليمية وتثقيفية مناسبة».
تعريف "ربحي عليان" أنه مساحة أو مجموعة من المساحات (القاعات) المجهزة بأنواع مختلفة من مصادر التعلم المطبوعة وغير المطبوعة وأنواع من المعدات والأجهزة السمعية والبصرية مصممة أو مختارة لتلاءم أساليب التعلم المختلفة وحاجات المتعلمين المتنوعة، ويتم تنظيم العمل في هذه المراكز عن طريق التزاوج بين ما يهتم به علم المكتبات من موضوع كالتزويد والفهرسة والتصنيف والإعارة والاسترجاع وما تهتم به تكنولوجيا التعليم من نظم وأساليب علمية لتوظيف المصادر التربوية المختلفة في عملية التعليم والتعلم للارتقاء بالعملية التعليمية".
تعريف «رضا القاضي» أنه«بنية لمنظومة في تكنولوجيا التعليم لها مخرجات تتمثل في الغايات والأهداف التعليمية المرجوة منها، ولها دخلات تتمثل في القوى البشرية التي تخدم أو تحقق هذه الغايات وكذلك التجهيزات من أجهزة ومواد تعليمية ومكتبة في تكنولوجيا التعليم ومباني مجهزة وميزانية لتحقيق الأهداف المرجوة وكذلك عمليات فنية وإدارية تتم لخدمة الأهداف ثم أخيراً قياس ما تحقق من أهداف عن طريق التقويم أو الرجع».
تعريف«فتح الباب عبد الحليم» أنه"ليس مكاناً لإعارة الوسائل التعليمية ولا لإنتاجها بقدر ما هو مكان للتعلم فهو للدراسة الفردية والجماعية يتيح فرصة الاطلاع الفردي أو الاستماع أو المشاهدة الفردية، كما يتيح فرصة للمدرس أو يوجه المتعلم ويقود عملية التعلم وأن يكون محتواه شاملاً لكل المواد التعليمية التقليدية وغير التقليدية.

## رابعاً: أهمية مركز مصادر التعلم
لا يمكن أن نُعد الطالب القادر على اكتساب المعرفة التي يحتاجها بنفسه ما لم نزوده بالمهارات المعلوماتية التي تمكّنه من التعامل مع مصادر المعرفة المختلفة، ولكي نستطيع تزويده بهذه المهارات فلا بد من إتاحة المجال أمامه للتعرف على المصادر المختلفة للمعلومات ـ غير المقررات الدراسية ـ وتوظيفها في تعلُّمّه، وتعد مراكز مصادر التعلم من أنسب الصيغ تمثيلاً لهذا الفهم، وقدرة على تحقيق هذا الهدف.
ولهذا يتفق معظم العاملين في المجال التربوي، وكذلك الباحثين الذين تناولوا عملية تطوير التعليم وإصلاحه، على ضرورة دعم المناهج الدراسية بمصادر إثرائية مساعدة، وتوفير بيئة تعليمية تعلُّمّية تساعد المتعلم على بناء شخصيته العلمية والثقافية، كما يرى البعض منهم أن العيش في الألفيــة الثالثة يحتاج إلى مهــارات جديدة هي: التفكير والعمل الناقدين، الابتكارية، التعاون، فهم الثقافات الأخرى، والاتصال والحوسبة، والاعتماد على النفس.
وفي هذا تأكيد على الدور الفاعل لمركز مصادر التعلم في العملية التعليمية والتعلُّمّية، إذ يصعب تحقيق أهداف أي سياسة تعليمية بدون استخدام المركز كأداة لذلك، فهو المكان الذي يمكن من خلاله بناء قدرات المتعلم التعلُمية، كما أن له أهمية بالغة في توفير متطلبات تحقيق أهداف المنهج، وتنفيذ الأساليب والاستراتيجيات التعليمية الفعّآلة، وهو يُعد تطويراً نوعياً للمكتبات المدرسية التي قلصت دورها الممارسات الخاطئة، وحصرته بالنشاطات الثقافية الإثرائية اللامنهجية.

## خامساً: أهداف مركز مصادر التعلم
الهدف العام من إنشاء مركز مصادر التعلم هو تعزيز عمليتي التعليم والتعلُّم، وللمركز أهداف تفصيلية أخرى، هي:
- توفير بيئة تعليمية تعلُمية مناسبة تتيح للمتعلم الاستفادة من أنواع متعددة ومختلفة من مصادر التعلم، وتهيئ له فرص التعلم الذاتي، وتعزز لديه مهارات البحث والاستكشاف، وتمكن المعلم من إتباع أساليب حديثة في تصميم مادة الدرس، وتطويرها، وتنفيذها وتقويمها.
- دعم المنهج الدراسي عن طريق توفير مصادر معلومات ذات ارتباط بالمنهج، وذلك لبعث الفاعلية والنشاط والحيوية فيه.
- تزويد المتعلم بمهارات وأدوات تجعله قادرا على التكيف والاستفادة من التطورات المتسارعة في نظم المعلومات.
- مساعدة المعلمين في تنويع أساليب تدريسهم، وتبادل الخبرات والتعاون في تطوير المواد التعليمية.
- تقديم اختيارات تعليمية متنوعة لا توفرها أماكن الدراسة العادية.
- تلبية احتياجات الفروق الفردية.
- إتاحة الوصول للمعلومات من خلال أنشطة التعلم المدمجة في المنهج والتي تساعد جميع الطلاب على اكتساب الوعي المعلوماتي، وتطوير استراتيجيات معرفية فعالة لاختيار واسترجاع وتحليل وتقويم وتكوين وابتكار وتوصيل المعلومات بجميع أشكالها ولجميع محتويات المنهج.
- توفير خبرات تعليمية تشجع المتعلمين وغيرهم على أن يصبحوا مستخدمين ومبدعين مهرة للمعلومات، وذلك من خلال تحقيق تعليم يرتبط بمدى واسع من تقنيات الاتصال والإعلام.

أبرز المسوغات التي تحتم علينا التحول من الصيغة التقليدية للمكتبة المدرسية إلى الصيغة الحديثة التي تتماشى مع التحولات والتطورات التي فرضها العصر الحالي، والتي اتفق على أن تكون مركزاً لمصادر التعلم، هي:
- التطور الذي حصل في وسائط الاتصال ونقل المعلومات، بحيث لم تعد المواد المطبوعة المصدر الوحيد للمعلومات، إذ ظهرت مصادر أخرى بدءاً بالخرائط والمجسمات والصور، مرورا بالوسائل السمعية والبصرية التي اشتهرت في بدايات القرن العشرين، وانتهاء بتقنية الحاسبات، والاتصالات والمعلومات، وظهور الوسائط الإلكترونية التي برزت في نهايات القرن الماضي وبدايات القرن الحالي.
- التطور الكبير في النظريات التربوية، والتوجهات العالمية نحو الفردية في التعليم، ومراعاة الفروق الفردية، وجعل المتعلم محور العملية التعليمية، والتغير في دور المعلم من ملقًن إلى مرشد ومسهل لعملية التعلُّم، وظهور الأساليب الجديدة في التعلم الذاتي والتعاوني، وتعليم التفكير، والاستقصاء والبحث، وبناء الخبرات، كل ذلك وغيره أسهم كثيرا في تقديم دور جديد للمكتبة المدرسية يجعلها متطلباً للممارسات التعليمية الفعالة.

## سابعاً: مهام مركز مصادر التعلم
لمركز مصادر التعلم مهام يجب أن ينفذها الاختصاصي الذي يعمل فيه، ومنها:
- توفـير مصادر معلومـات مختلفة ذات علاقة بالاحتياجات التربوية والتعليمية.
- مساعدة الطلاب والمعلمين وتدريبهم على استخدام مصادر المعلومات.

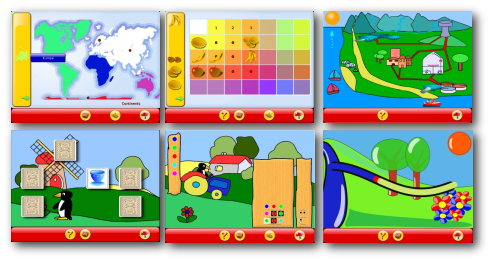
صور من برنامج تعليمي ؛ توفر مراكز مصادر التعلم البرامج التعليمية لطلاب المدرسة

- مساعدة الطلاب والمعلمين في الوصول لمصادر المعلومات المتاحة داخـل المدرسة أو خارجها.
- تقديم النصح والمشورة للمعلمين بالمدرسة حول اختيار واستخدام الوسيلة التعليمية المناسبة.
- توفير التسهيلات التي تساعد المعلم على إنتاج وسائل تعليمية بسيطة.
- تسجيل مصادر المعلومات المتوفرة داخل المركز.
- القيام بعمليات الإعارة، ومتابعة استرجاع ما أُعير من مصادر التعلم.
- التعريف بما يصل للمركز من أوعية معلومات جديدة.
- إعداد التقارير الإحصائية المطلوبة.

#### ==
حدد «فتح الباب عبد الحليم» وظائف مركز مصادر التعلم بما يلي:
1- حفظ مصادر التعلم وتداولها
2- تشجيع الطلاب على التعليم والتعلم
3- التخطيط لتطوير المناهج والأنشطة التعليمية
4- توفير التسهيلات المكانية اللازمة لاستخدام مصادر التعلم
```
: وحددها «مهدي سالم» بأنها:
```

1- التدريب والتعليم والتقويم
2- تقديم الخدمات
3- استشارات فنية
4- توفير المعلومات ومصادر التعلم المتنوعة
5- تحديد وجمع وتنسيق مواد التعليم
6- تخزين وتبويب الأدوات والأجهزة بطريقة يسهل الوصول إليها
7- تحليل وتفسير وتقويم مواد الاتصالات
ويذكر«حسن عبد الشافي» وظائف المركز بأنها:-
- توفير المصادر التعليمية.
- تدعيم المناهج الدراسية.
- تدعيم الأنشطة التربوية.
- التربية المكتبية للطلاب.
- الإرشاد القرائي.
- تنمية قدرات المعلمين ومهاراتهم.
- تنميه مهارات الطلاب .
وتلخصها«دانيل» في دعم كافة برامج المؤسسة التعليمية.

## ثامناً: المرافق والتجهيزات
إن مركز مصادر التعلم جزء هام لا يتجزأ من المدرسة، وهو يقدم تسهيلات وخدمات للمستفيدين من أجل تحسين البيئة التعليمية، ويلعب تصميم المركز دوراً رئيسياً في كفاءتها.
أ- الموقع:
ينبغي أن يكون المركز في الطابق الأرضي وبالقرب من المخارج، وأن يكون في موقع مناسب ومتوسط في المدرسة، حتى يستطيع أن يصل إليه المعلمون والمتعلمون بكل سهولة ويسر، كما ينبغي أن يكون في موقع يسهل الوصول إليه من خارج المدرسة حتى يمكن استخدامه خارج أوقات الدوام الرسمية للمدرسة.
ب- التصميم:
تتفاوت المدارس في مساحاتها، وتصاميمها، وقدراتها الاستيعابية، وبذلك تتفاوت نماذج مراكز مصادر التعلم مساحةً وتصميماً، إلا أن هناك متطلبات أساسية يجب مراعاتها عند تصميم مركز مصادر التعلم، وهي:
- الفردية والخصوصية للمتعلم.
- إتاحة الفرصة للعمل في مجموعات.
- الملاءمة لتبني التقنية الحديثة.
- فرش الأرضية وعزل السقف لتوفير الهدوء.
- توفير الراحة لمستخدمي المركز.

ج- المساحة:
ليس هناك اتفاق واضح على حجم موحد لمساحة مركز مصادر التعلم، فهي جميعها تحدد المساحة بحسب عدد الطلاب، ومساحة مباني المدرسة المخصصة للتعليم؛ إلا أنها تضع معاييرها المساحية بحيث يستطيع المركز استيعاب حد أدنى من الطلاب ومن التجهيزات. لذا يرى الباحث أن المناسب لبيئتنا المحلية أن يستوعب المركز بشكل عام طلاب فصلين (أي ما لا يقل عن ستين طالبا)، على ألاّ تقل مساحته عن مساحة ثلاثة فصول دراسية (أي 123 متر مربع تقريباً). أمر آخر مهم وهو أن تكون مساحة المركز قابلة للتوسع.
د- التجهيزات المكتبية:
أثاث مركز مصادر التعلم يجب أن يختار على أساس فائدته وملاءمته للاحتياجات التعليمية، وحجم مجموعات المركز، وأشكال مصادر المعلومات، وعمر الطلاب وعددهم، كما يجب أن بكون الأثاث في حجم وارتفاع مناسب للطلاب، وأن يكون مريحاً عند الاستخدام، وجذاباً، وأن يراعى متطلبات ذوي الاحتياجات الخاصة، وأن يكون ثابتاً، وسهل الصيانة، وذا جودة عالية، ويراعي الاحتياجات المستقبلية؛ بحيث يمكن إعادة ترتيبه حسب ظروف واحتياجات مستخدمي المركز. وتشمل التجهيزات المكتبية: مناضد القراءة، المقاعد، مناضد للحاسبات، كراسي، طاولة دائرية، ركن للدراسة، مقصورات، حاملات للأطالس والقواميس، وأرفف للكتب والدوريات.
هـ - التجهيزات التقنية:
التجهيزات التقنية التي يجب أن توفر في مراكز مصادر التعلم هي:
- أجهزة حاسب آلي بكامل مرفقاتها.

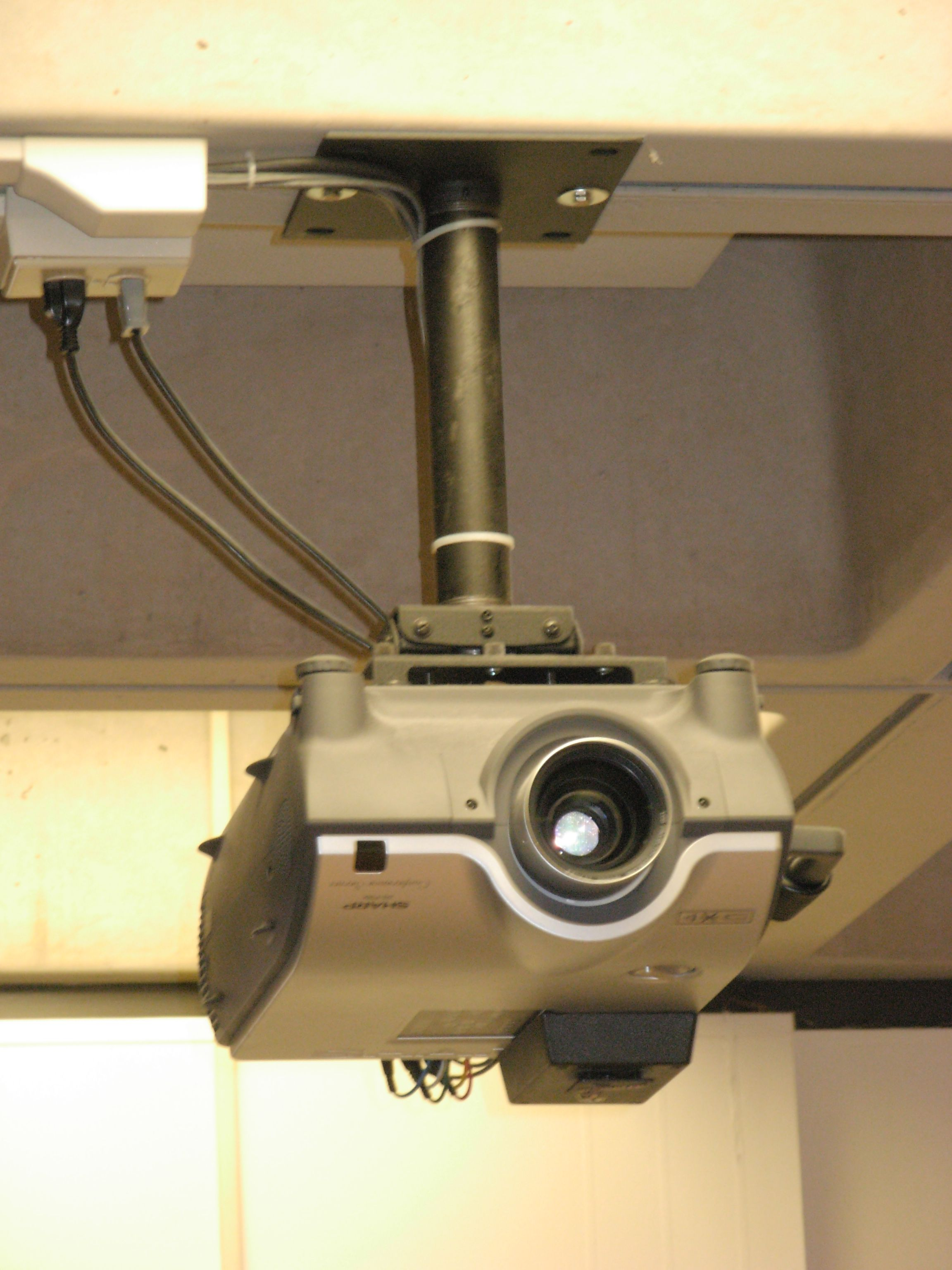
جهاز عرض البيانات من التجهيزات الأساسية لقاعة العرض بمركز مصادر التعلم

- جهاز عرض البيانات مع كافة الملحقات

- شاشة عرض ثابتة
- طابعة ليزر تعمل على الشبكة
- طابعة ملونة نافثة
- ماسح ضوئي
- جهاز كاميرا وثائقية
- كاميرا رقمية (متحرك وثابت)
- ذاكرة خارجية

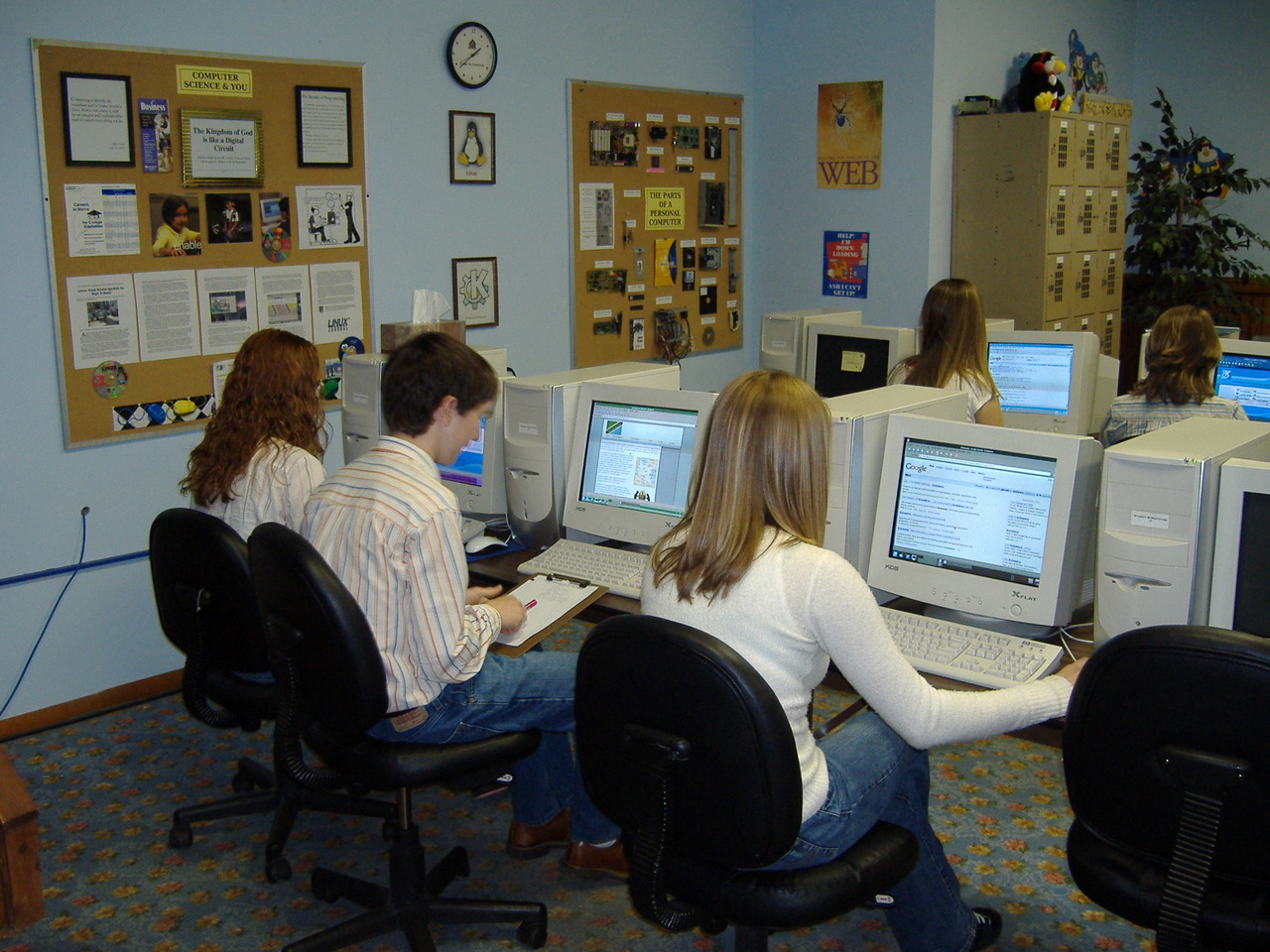
توفر الحواسيب الوصول إلى المعلومات، وتعرضها بصورة مشوقة، مما يجعلها إحدى أدوات التعلم المهمة في مراكز مصادر التعلم

- مشغل فيديو يدعم كل الصيغ المتوفرة في السوق.
- مسجل تعليمي
- سبورة ذكية
- خط هاتف مزود باشتراك إنترنت
- آلة تصوير وثائق
- تليفزيون

## تاسعاً: المصادر التعليمية
ينبغي أن تخضع علمية اختيار المصادر التعليمية التي يتم توفيرها في مراكز مصادر التعليم، لمعايير دقيقة تضمن تحقيق أهداف المراكز، وتنسجم مع حاجات المنهج، ويمكن إيجاز هذه المعايير بما يأتي:
- الارتباط بالأهداف المحددة في المنهج، وأن تتصل المادة العلمية بالموضوع، وتعبر عن الرسالة المراد نقلها؛ إذ يمكن تناول المفهوم الواحد من زوايا عديدة وبمستويات متابينة، ولا بد من الاحتكام في ذلك إلى ما ورد في المنهج من أهداف عامة وخاصة، وعدم الخروج عنها.
- الالتزام بالمحددات الشرعية، ومراعاة التقاليد المرعية، والذوق العام، وتجنب ما يتعارض معها من حيث المحتوى، أو الإعداد الفني.
- الملاءمة للفئة المستهدفة وخصائصها، إذ يتوقف إعداد المادة العلمية على الخصائص المميزة للمتعلمين، من حيث خصائصهم الجسمية، والمعرفية، والوجدانية، وقدراتهم العقلية، وخبراتهم، واستعداداتهم، وقدراتهم على القراءة وما إلى ذلك.
- صحة المعلومات التي تتضمنها المادة العلمية ودقتها، ويلزم في ذلك المراجعة المتكررة من أصحاب الاختصاص، ومراعاة التطورات العلمية، والاجتماعية، والسياسية وغيرها من العوامل التي قد تحدث تغيرا في المعلومات المتداولة.
- البساطة والوضوح وعدم التعقيد، والخلو من المعلومات المشتتة، حيث يؤدي التعقيد في المادة العلمية إلى تشتيت انتباه المتعلمين عن الأهداف المقصودة، ويقلل من فاعليتها في عملية التعلم، ومراعاة ملاءمتها للمرحلة التعليمية التي يخدمها المركز.
- ترابط الأفكار وتنظيمها بأسلوب منطقي مستند إلى الأسس التربوية والعلمية، يراعي التدرج من المحسوس إلى المجرد، ومن البسيط إلى المعقد، ومن المألوف إلى غير المألوف، ومن السهل إلى الصعب، وهكذا.
- تنوعها واشتمالها على مجموعة متوازنة من المواد المطبوعة والسمعية والبصرية والإلكترونية.

أما بالنسبة للمعايير الكمية التي يجب أن يكون مستوى التأمين فيها، فإن معايير مجموعة مراكز مصادر التعلم تتراوح بين 10: 40 مادة لكل طالب لتكوين المجموعات، آخذين في الاعتبار التنوع الموضوعي وفق متطلبات المناهج الدراسية، والجودة لتحقيق أهداف المدارس التعليمية وغايات التعلم.

## عاشراً: اختصاصي مركز مصادر التعلم
من يطلق عليه اختصاصي مركز مصادر التعلم ليس هو من يعمل في المركز أو مكلف به فقط، وإنما هناك شروط يجب أن تتوفر فيه، ومن ذلك:
- الإعداد المهني الواسع في مجال مراكز مصادر التعلم.
- التأهيل التربوي، وخصوصاً في مجال تقنيات التعليم.

أما عدد العاملين في مركز مصادر التعلم فيجب أن يعمل في المكتبة المدرسية اختصاصي متفرغ، ويفضل أن يدعم المركز بمساعد فني مدرب.
ومما سبق يتضح لنا تأكيد الجمعيات المهنية والباحثين المتخصصين على أهمية أن يشرف على المركز اختصاصي متفرغ مؤهل في مجال مراكز مصادر التعلم، وهذا التأهيل يتطلب حصوله على العديد من المهارات المعلوماتية والتربوية والإدارية، وحتى نستطيع أن نعرف مدى التأهيل الذي ينبغي أن يكون عليه اختصاصي المركز فإنه من المفترض أن نتعرف على الأدوار والمسؤوليات المطلوب منه القيام بها، والتي حددتها الجمعية الأمريكية لأمناء المكتبات المدرسية، وجمعية الاتصالات التربوية والتقنية الأمريكية في الآتي:
- دوره معلماً: يتعاون اختصاصي مركز مصادر التعلم مع الطلاب وبقية أعضاء مجتمع التعلم في تحليل الحاجات التعلمية والمعلوماتية، من أجل تحديد واستخدام المصادر التي تقابل هذه الاحتياجات، ومن أجل فهم ونقل المعلومات التي توفرها هذه المصادر، وكمعلم كفء ينبغي أن يكون اختصاصي مركز مصادر التعلم على معرفة ودراية بالدراسات والنظريات الحديثة في مجال التعليم والتعلم، وأن تكون لديه المهارة في تطبيق معطياتها في المواقف المختلفة، وخصوصاً المواقف التي تعتمد على المتعلم في الوصول للمعلومات في مصادرها المختلفة، وتقويمها، واستخدامها، من أجل التعلم وتطبيق المعرفة الجديدة، ويتطلب دوره كمعلم أن يكون عارفاً بالمنهج من خلال العمل بشكل فعال مع المعلمين، والمديرين، وبقية الفريق من أجل زيادة فهمهم للموضوعات المعلوماتية، وتزويدهم بفرص نوعية لتطوير مهارات متقدمة في الثقافة المعلوماتية، بما في ذلك استخدامهم لتقنية المعلومات.
- دوره شريكاً تعليمياً: يشارك اختصاصي مركز مصادر التعلم المعلمين وغيرهم من ذوي العلاقة في تحديد الروابط بين احتياجات المتعلمين المعلوماتية ومحتوى المنهج ومصادر المعلومات الإلكترونية، ويقوم اختصاصي مراكز مصادر التعلم من خلال عمله مع أعضاء المجتمع المدرسي جميعهم بدور قيادي في تطوير السياسات والممارسات والمناهج التي توجه الطلاب إلى تطوير مدى كامل من القدرات المعلوماتية والاتصالية، ويعمل بشكل وثيق من خلال التزامه بالعملية التعاونية مع كل فرد من المعلمين في تصميم المهام التعلُّمية وتقويمها، وفي تحقيق التكامل بين القدرات المعلوماتية والاتصالية اللازمة لمقابلة المعايير الخاصة بالمحتوى التعليمي.
- دوره كاختصاصي معلومات: يقوم اختصاصي مصادر التعلم بدور الرائد والخبير في مجال الوصول إلى مصادر المعلومات بجميع أشكالها وتقويمها، وفي نشر الوعي لدى المعلمين، والمديرين، والمتعلمين، وغيرهم في الموضوعات المعلوماتية من خلال علاقته التعاونية معهم، وفي تشكيل استراتيجيات المتعلمين وغيرهم في مجال اختيار المعلومات، والوصول إليها، وتقويمها، سواء كانت داخل مركز مصادر التعلم أو خارجه، وينبغي في اختصاصي مصادر التعلم من خلال عمله في بيئة ترتبط بعمق بالتقنية أن يتمكن من التعامل مع المصادر الإلكترونية، وأن يركز على الاستخدام النوعي للمعلومات المتوفرة في هذه المصادر وغيرها من المصادر التقليدية.
- دوره مديراً لبرامج مصادر التعلم: يعمل اختصاصي مصادر التعلم بشكل تعاوني مع أعضاء المجتمع التعليمي على تحديد السياسات لبرنامج مركز مصادر التعلم؛ من أجل توجيه جميع النشاطات المرتبطة به، وبسبب قناعته بأهمية الاستخدام الفعال للمعلومات وتقنية المعلومات في نجاح المتعلمين في حياتهم المستقبلية على الصعيدين الشخصي والاقتصادي؛ فإن اختصاصي المصادر يدافع عن برنامج المركز، ويقدم المعرفة والرؤية والقيادة من أجل إدارة البرنامج بشكل مبدع ونشط في مجتمع اقتصاد المعرفة الذي نعيش فيه، ومن خلال مهارته في إدارة الفريق والميزانية والمعدات والتسهيلات يخطط اختصاصي مصادر التعلم، وينفذ ويقَّوم البرنامج من أجل تحقيق معايير الجودة على المستويين العام واليومي".

## حادي عشر: خدمات مركز مصادر التعلم
يرى الاتحاد الدولي لجمعيات المكتبات (IFLA) أن خدمات مركز مصادر التعلم لابد أن تقدم بصورة متكافئة لكل منسوبي المدرسة، بغض النظر عن العمر، والعرق، والجنس، والدين، والجنسية، واللغة، والحالة الاجتماعية والمهنية، وبالأخص لغير القادرين على استخدام المكتبة، والوصول إلى خدماتها ومصادرها، وذلك وفقاً لإعلان الأمم المتحدة العالمي لحرية وحقوق الإنسان، ويجب ألا تكون خاضعةً لأي اتجاه فكري، أو سياسي، أو ديني، أو تجاري.
ويقدم المركز عدداً من الخدمات التي تسهم في تفعيله، ومنها:
- إرشاد القراء: مساعدة المستفيدين في الوصول إلى المصادر التعليمية واستخدامها.
- الخدمة المرجعية: الإجابة عن أسئلة المستفيدين.
- الإعارة الخارجية.
- التصوير والاستنساخ.
- الإحاطة الجارية: إعلام المستفيدين بالمصادر التعليمية التي وصلت إلى المركز حديثاً.
- مساعدة المعلمين في تحضير الدروس.
- إنتاج الوسائل التعليمية.
- عرض الكتب على الطلاب.
- إتاحة الاتصال بالإنترنت للمستفيدين.
- تنظيم حلقات النقاش.
- تنظيم ورش عمل.
- خدمات ببليوجرافية: إعداد قوائم بالمصادر الموجودة بالمركز في موضوع معين.
- خدمة المجتمع المحلي (سكان الحي) خارج وقت دوام المدرسة.
- الإعارة التعاونية: توفير المصادر التعليمية للمستفيدين من مراكز مصادر تعلم أخرى.

## ثاني عشر: نشاطات مركز مصادر التعلم
ينفذ المركز مجموعة من النشاطات التي يصممها وينفذها معلمو المواد الدراسية بالتعاون مع اختصاصي المركز، وتختلف أساليب تطبيق هذه النشاطات وفق المراحل الدراسية، وتركز على تنفيذ أساليب وطرق تعليمية وتعلُمية حديثة. ومن هذه النشاطات:
- نشاطات قرائية: تهدف إلى زرع عادة القراءة مثل: التلخيص، عرض كتاب.
- نشاطات تعلُّمية: يقوم بها الطالب اعتماداً على ذاته لدعم تعلمه.
- نشاطات تعليمية: يقوم بها المعلم لدعم عملية تعلم الطالب.
- نشاطات معلوماتية: يقوم بها الطالب من أجل تنمية مهاراته في البحث عن المعلومات مثل: البحث عن المعلومات على الإنترنت، استخدام المراجع.
- نشاطات ثقافية: يقوم بها الطالب بهدف تنمية ثقافته مثل برامج: الإذاعة المدرسية، الندوات، المحاضرات، المسابقات.
- نشاطات تعاونية: يقوم بها الطلاب لمساعدة المركز في الوصول إلى أهدافه كجماعة المركز.
- نشاطات اجتماعية: نشاطات الهدف منها خدمة المجتمع مثل: حملة ضد الإرهاب، حملة ضد التدخين.